# Fangcheng, Nanyang
Fangcheng är ett härad som lyder under Nanyangs stad på prefekturnivå i Henan-provinsen i norra Kina.